# Operace Passage to Freedom
Operace Passage to Freedom bylo kódové označení Námořnictva Spojených států amerických pro propagandistickou a transportní operaci, jejímž cílem byl masový přesun obyvatel ze Severního Vietnamu do Jižního Vietnamu, a tím destabilizace komunistického státu. Během operace, která se uskutečnila v letech 1954 až 1955, se podařilo přesvědčit 310 tisíc Vietnamců k emigraci ze Severního Vietnamu na jih. V téže době ve vlastní operaci zajišťovala emigraci Francie, která svými silami přepravila až 500 tisíc dalších osob (včetně 200 tisíc Francouzů a vojáků francouzské armády).
Mezi lety 1946 a 1954 probíhala indočínská válka mezi koloniální Francií a Vietnamskou demokratickou republikou (Viet Minh). V bitvě u Dien Bien Phu z jara 1954 došlo k vítězství komunistického Viet Minhu. Na následně probíhající Ženevské konferenci bylo přistoupeno k dočasnému rozdělení Vietnamu na severní komunistický stát a na jižní prozápadní stát. Vzniklo tak vietnamské demilitarizované pásmo. Současně bylo dohodnuto, že po následujících 300 dnů (do 18. května 1955) se mohou obyvatelé volně přesouvat mezi státy. V roce 1956 měly proběhnout volby a jejich vítěz měl vládnout znovusjednocené zemi. Odhaduje se, že ze severu emigrovalo 600 tisíc až jeden milion lidí (včetně evropských kolonialistů), zatímco z jihu emigrovalo až sto tisíc lidí.
Spojené státy americké v rámci studené války podněcovaly emigraci ze Severního Vietnamu, kterou rámovaly jako útěk Vietnamců před komunismem na území „svobodného světa“. Propagandistickou kampaň vymyslela CIA, když zacílila na vietnamskou katolickou menšinu. Podle odhadů na kampaň reagovalo 60 % ze zhruba milionu vientamských katolíků, kteří dříve žili hlavně na severu a poté emigrovali na jih. V této logice CIA také dopomohla dosazení katolického Vietnamce Ngô Ðình Diệma do funkce prvního prezidenta Vietnamské republiky. Koncentrace katolíků na jihu území měla napomoci legitimizaci Diệma. Krátce po upevnění moci Diệm odmítl konání voleb, jelikož se obával, že by vyhráli komunisté. Jeho protežování katolíků vedlo v roce 1963 k tzv. buddhistické krizi, tj. k sérií protestů a projevů občanské neposlušnosti vedených buddhistickými mnichy. Ty vyústily ve státní převrat a zabití Diệma.

## Průběh

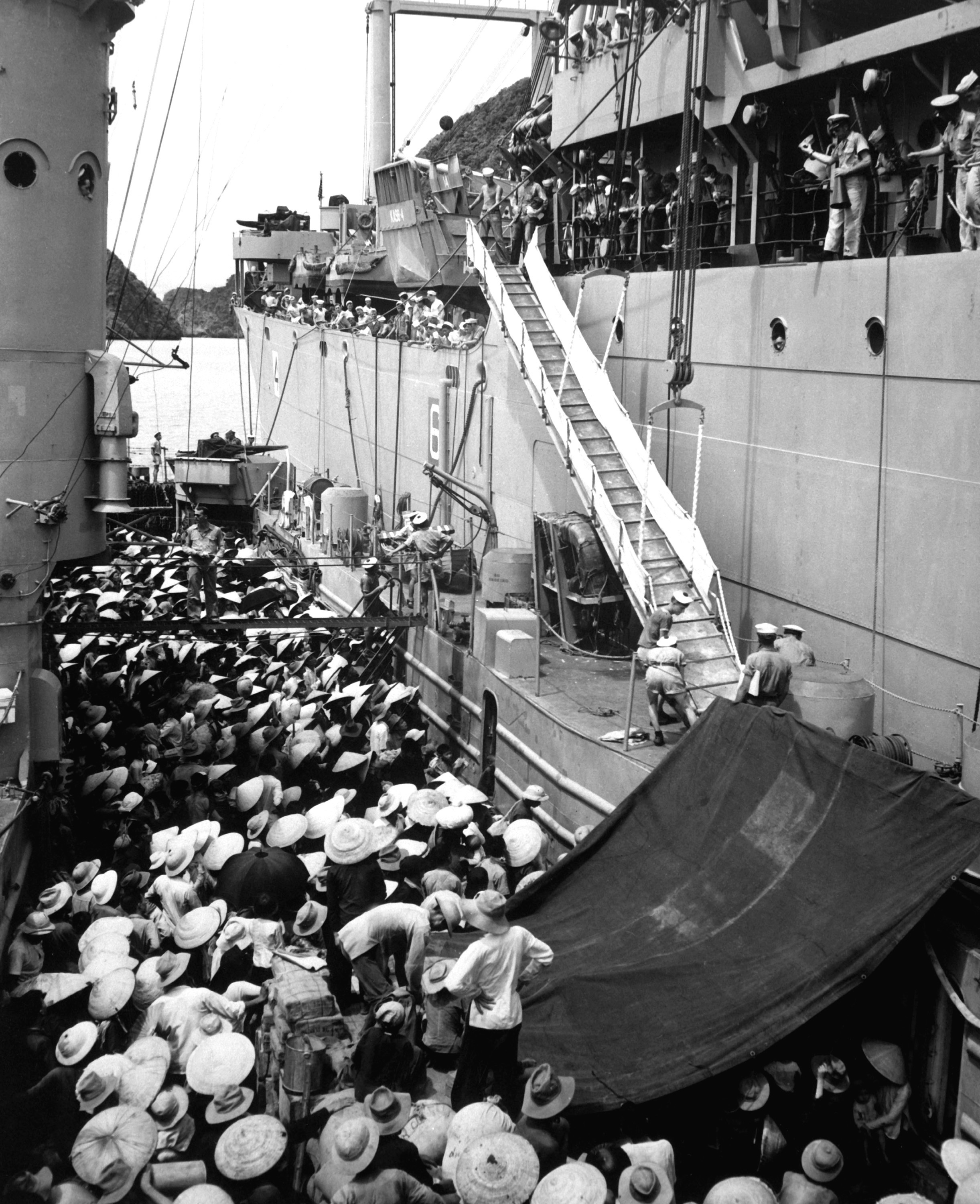
Vietnamci u americké lodě USS Montague (srpen 1954)

Na Ženevské konferenci, která skončila v červenci 1954, došlo k dočasnému rozdělení Vietnamu a schválení 300denního volného pohybu přes hranici mezi zeměmi. Lhůta měla vypršet 18. května 1955 a poté mělo dojít k uzavření hranice. Když vyjednavačské týmy tuto podmínku stanovovaly, nedomyslely logistickou stránku věci. Neřešily se přepravní kapacity ani náklady na přesídlení a integraci uprchlíků. Francie a Jižní Vietnam se domnívaly, že půjde o menší počet lidí. Ngô Ðình Diệm odhadoval, že na jih bude migrovat maximálně 10 tisíc lidí. Šéf francouzské armády v Indočíně Paul Ély uváděl, že očekává migraci až 30 tisíců kolonialistů a vlastníků půdy. Francouzský premiér Pierre Mendès France schválil pomoc pro 50 tisíc přesídlených.
Odhady se ukázaly jako mylné. Jelikož byl sever zásadně poničen v důsledku indočínské války a uprchlické tábory nebyly dostatečně organizované a zásobované, volbu emigrovat zvažovalo velké množství lidí. Emigranti se měli koncentrovat ve městě Hanoji a v přístavu Haiphong, které byly v té době stále pod administrativní kontrolou Francouzů. Již na začátku srpna 1954 se tam tísnilo téměř 200 tisíc lidí, kteří chtěli emigrovat na jih, na což Francouzi nebyli připraveni. V připravených táborech rychle došlo k vytvoření nevyhovujících hygienických podmínek a hrozily epidemie nemocí. Situace využili komunisté a uprchlíky přesvědčovali k návratu, jelikož „sami poznali, jak fungují západní sliby“.
Francouzi v srpnu 1954 požádali o pomoc Spojené státy americké. Tamní vláda vyslala část kapacit námořnictva. Američané byli ochotni pomoci, jelikož Eisenhowerova vláda viděla v situaci příležitost agitovat za antikomunismus. Bylo dohodnuto, že vedle pomoci s přepravou, která měla zapříčinit úbytek obyvatel komunistického severu, USA poskytnou také lékařskou péči, stany, potraviny a oblečení pro uprchlíky. Vedle toho USA příležitosti využily také pro rozmístění zpravodajců v Severním Vietnamu.
Americké námořnictvo nasadilo lodě USS Menard a USS Montrose, které každá měla kapacitu 2000 osob a pořádala třídenní plavby z Haiphongu do Jižního Vietnamu. Uprchlíci byli koncentrováni do internačního tábora ve Vũng Tàu. Za první dva týdny operace americké námořnictvo přesunulo 47 tisíc lidí. Rychlé tempo způsobovalo problémy vládě Jižního Vietnamu, která na takový objem uprchlíků nebyla připravena. Proto prosadila omezení imigrace. Dne 10. října 1954 navíc byla Hanoj předána Viet Minhu, takže uprchlíkům už zbýval jen přístav Haiphong.

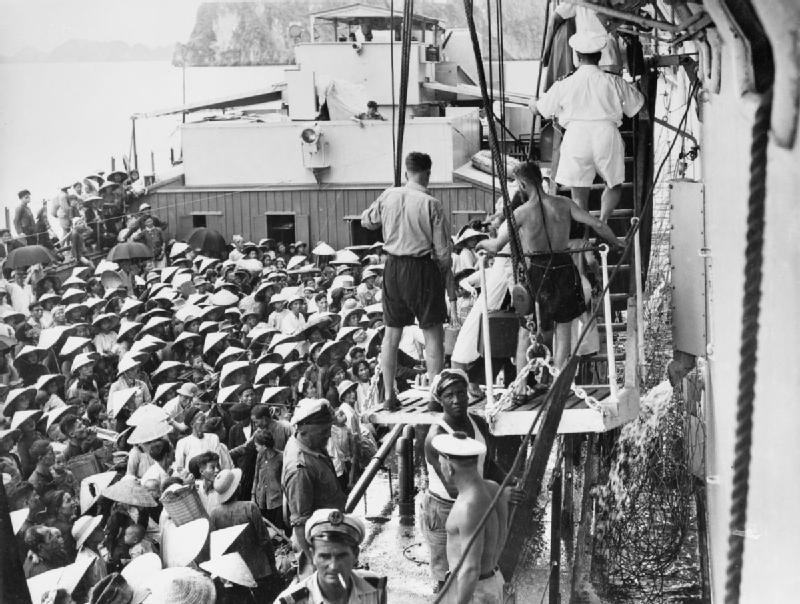
Vietnamci u britské lodě HMS Warrior (září 1954)

Francouzi následně vyzvali Američany, aby posílili přepravní kapacity. Na konci října se uskutečnila plavba USS General Black, která během jedné plavby přepravila rekordních 5200 uprchlíků. Podle agentury COMIGAL, jihovietnamské vládní agentury odpovědné za migraci, francouzské letectvo provedla 4 280 letů a přepravilo celkem 213 635 uprchlíků. Na 505 námořních cestách bylo evidováno celkem 555 037 cestujících. Francouzské námořnictvo tvořilo drtivou většinu přepravních námořních sil s 388 plavbami, zatímco americké námořnictvo jich provedlo 109. Britské, tchajwanské a polské lodě podnikly dvě, dvě a čtyři plavby. Oficiální údaje uvádí, že pod vojenským dohledem migrovalo celkem 768 672 lidí. Z tohoto počtu bylo přibližně 190 000 francouzských a saigonských vojáků a navrátivších se zajatců; přibližně 43 000 tvořili rodinní příslušníci vojáků, „15 000–25 000 příslušníků kmene Nung, kteří byli vojenskými pomocníky, 25 000 až 40 000 francouzských občanů a asi 45 000 čínských obyvatel.“ Více než 109 000 lidí cestovalo na jih vlastní cestou. Vládní zpráva z října 1955 tvrdila, že 76,3 % ze všech uprchlíků byli katolíci, 23,5 % buddhisté a 0,2 % protestanti.
Nezávislá studie francouzského historika Bernarda B. Falla uvádí, že americké námořnictvo přepravilo přibližně 310 000 uprchlíků. Francouzům bylo připsáno přibližně 214 000 letecky přepravených uprchlíků, 270 000 uprchlíků přepravených po moři a 120 000, respektive 80 000, vietnamských a francouzských vojenských evakuantů.

## Role CIA

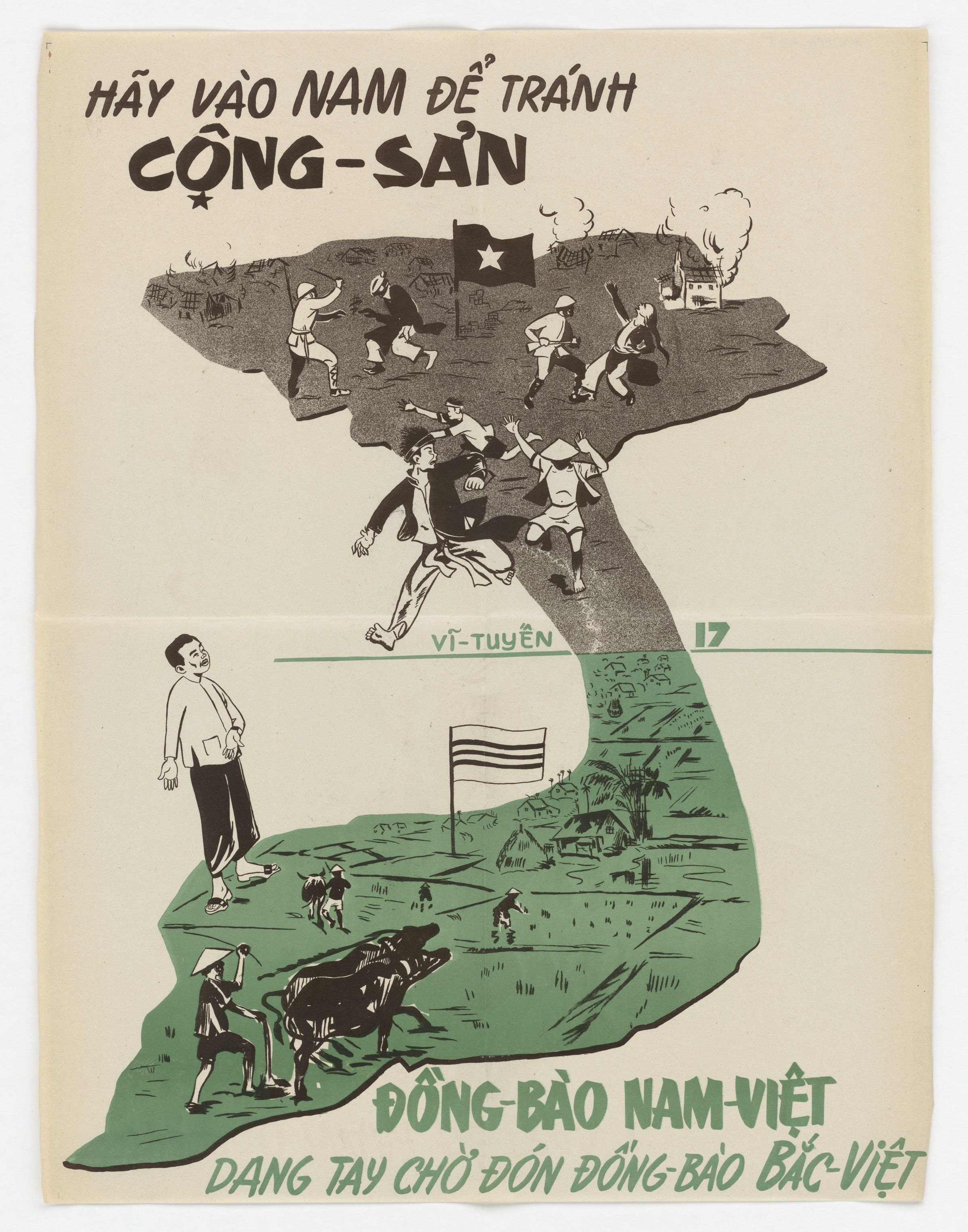
Propagandistický plakát nabádající obyvatele severu k přesunu na jih – Horní titulek: „Jděte na jih, abyste se vyhnuli komunismu“. Spodní titulek: „Jižní krajané vítají severní bratry a sestry s otevřenou náručí.“

Spojené státy americké po celou dobu vedly prostřednictvím Ústřední zpravodajské služby (CIA) propagandistickou kampaň s cílem navýšit rozsah exodu na jih. Kampaň vedl plukovník Edward Lansdale, který se osvědčil při aplikaci psychologických operací na Filipínách. Lansdale Diệmovi radil, že je nezbytné maximalizovat počet obyvatel na jihu v rámci příprav na volby za znovusjednocení. Když Diệm upozornil na omezenou schopnost jihu absorbovat uprchlíky, Lansdale ho ujistil, že břemeno ponesou USA. Lansdale vzpomínal, že „američtí představitelé chtěli zajistit, aby se na jih přestěhovalo co nejvíce osob, zejména silně protikomunistických katolíků“.
Zatímco mnoho Diệmových příznivců tvrdilo, že masový exodus byl důkazem Diệmovy popularity a nenávisti lidí ke komunismu, agent CIA Chester Cooper uvedl, že „obrovský pohyb katolíků do Jižního Vietnamu nebyl spontánní“. Ovšem není jasné, do jaké míry reálně migraci podnítila kampaň CIA, a do jaké míry strach z komunistů. Někteří obyvatelé severu, kteří zůstali a byli o půl století později dotazováni, uvedli, že se nesetkali s žádnou promigrační propagandou a že jejich rozhodnutí byla založena na diskusích s místními obyvateli. Uvedli, že obavy z možných dopadů komunistické vlády byly mezi nimi projednávány nezávisle na vnějších informacích.
Lansdale používal řadu triků, aby povzbudil více obyvatel severu k přesunu na jih. Jihovietnamští vojáci v civilním oblečení infiltrovali sever a šířili zvěsti o hrozící zkáze. Jeden z příběhů hovořil o tom, že komunisté uzavřeli dohodu s tradičním vietnamským nepřítelem Čínou, která umožnila dvěma komunistickým čínským divizím vpadnout na sever. Tvrdilo se, že Číňané s tichým souhlasem komunistů, znásilňují ženy a drancují. Lansdale najímal padělatele, aby vyráběli falešné letáky Viet Minhu o tom, jak se chovat za komunistické vlády, a radili jim, aby si vytvořili seznam svého hmotného majetku, aby ho komunisté mohli snáze zabavit, a tím podněcovali nespokojenost rolníků.
Lansdaleovi muži zfalšovali dokumenty údajně vydané Viet Minhem, které slibovaly zabavení veškerého soukromého majetku. Lansdale tvrdil, že „den po distribuci těchto letáků se registrace uprchlíků ztrojnásobila“. Ústřední evakuační výbor v Haiphongu, financovaný Američany, vydal brožury, v nichž tvrdil, že v Jižním Vietnamu „jsou životní náklady třikrát nižší“. Nejvíce poplašná fáma šířená agenty CIA se týkala toho, že Washington zahájí útok k osvobození severu, až všichni antikomunisté uprchnou na jih. Tvrdilo se v ní, že Američané použijí atomové bomby a že jediný způsob, jak se vyhnout smrti při jaderném holocaustu, je přesunout se na jih.
Lansdaleova kampaň se zaměřila na severní katolíky, kteří byli známí svými silnými protikomunistickými sklony. Jeho tým vytiskl desítky tisíc letáků se slogany jako „Kristus odešel na jih“ a „Panna Maria odešla ze severu“, v nichž se dále tvrdilo, že dojde k pronásledování katolíků za Ho Či Minovy vlády. V Hanoji a Haiphongu byly vylepeny plakáty s nápisem „učiňte volbu“, které zobrazovaly komunisty, jak zavírají katedrálu a nutí shromáždění modlit se před Ho Či Minem. Kampaň rezonovala se severokatolickými kněžími, kteří svým učedníkům řekli, že Ho ukončí svobodu vyznání, že se již nebudou udělovat svátosti a že každý, kdo zůstane, ohrozí svou duši.
Kromě protikomunistických kampaní byla dalším faktorem stěhování na jih ekonomická situace. USA poskytovaly každému uprchlíkovi, který se přestěhoval, grant ve výši 89 dolarů (což odpovídá 1 042 dolarům v roce 2024); příjem na obyvatele ve Vietnamu v té době činil pouze 85 dolarů ročně (což odpovídá 995 dolarům v roce 2024).